# Prototaxites
Los prototaxites son un tipo de vida eucariota extinto, que existieron en los períodos geológicos Silúrico y Devónico, hace aproximadamente 420 millones hasta hace 370 millones de años, cuando se extinguieron. Su longitud llegaba a alcanzar los 8 metros y crecían adoptando una forma parecida a la de una raíz, cilíndrica compuesta por tubos entrelazados de tan solo 50 micras (millonésimas de un metro, o milésimas de milímetro) de diámetro. Está considerado como el organismo no animal más grande de aquella época, ya que las plantas alcanzaban tan solo 6 centímetros de altura. El prototaxites vivió en muchas partes del planeta. El verdadero hongo estaba bajo tierra en forma de filamentos.
El paleontólogo canadiense John William Dawson publicó la primera investigación sobre los prototaxites en 1859, clasificándolo como una conífera; durante casi un siglo hubo un gran debate sobre qué es exactamente lo que era, argumentándose a través de sucesivas teorías que podía tratarse de un liquen o alguno de varios tipos de algas, hasta que en 1919 surgió su primera clasificación como hongo.
Ya en el año 2001, Francis Hueber, del National Museum of Natural History en Washington D. C., publicó sus estudios exponiendo que la falta de tejido vascular evidente lo descartaba de que fuera una planta, y lo clasificó como un hongo gigante, mas no fue hasta el año 2007 cuando Boyce, en un estudio de los isótopos de carbono C-12 y C-13 del hongo fósil, comparándolo con los de fósiles de plantas de la misma época, descubrió que eran muy diferentes entre ellos y que Prototaxites careció de fotosíntesis, ya que absorbía parte o todo su carbono de otras fuentes distintas a la atmósfera, por lo que no era una planta (solamente absorben el CO2 de la atmósfera), apoyando así los estudios de Hueber de que era un hongo gigante.
Es difícil ubicarlo en un grupo de hongos, pero se ha sugerido que pertenece a Ascomycota y que puede estar relacionado con Taphrinomycotina, especialmente el micelio y las hifas de Prototaxites se asemejan a las encontradas en los hongos Neolecta de Taphrinomycotina, pero parecen ser más arcaicas y diferentes.
Se cree que consumía suelo criptobiótico (también llamado biocrust), suelo que contiene líquenes, musgos y otros hongos y cuya existencia era mucho más habitual en aquella época que en la actual.